# Bob Kerrey
Joseph Robert Kerrey (27 de agosto de 1943) es un político y cabildero estadounidense que se ha desempeñado como gobernador de Nebraska entre 1983 y 1987 y senador por Nebraska entre 1989 y 2001. Antes de entrar en política, había participado en la guerra de Vietnam como oficial de los SEAL de la Marina de Estados Unidos, donde obtuvo una Medalla de Honor por su heroísmo en combate. Durante la acción por la cual fue galardonado con la Medalla de Honor, fue severamente herido, siendo el detonante del fin de su carrera militar.
Kerrey fue candidato presidencial Demócrata en las internas de 1992. Se retiró del Senado tras las elecciones del 2000 y su lugar fue ocupado por el gobernador y compañero demócrata Ben Nelson. Entre 2001 y 2010, fue el presidente de The New School, una universidad de la Ciudad de Nueva York. En mayo de 2010 fue seleccionado para ser el director de la Motion Picture Association of America, pero finalmente no consiguió un acuerdo con la MPAA, por lo que el antiguo Senador de Connecticut Chris Dodd fue elegido en su lugar.
En 2012, Kerrey buscó retomar su banca en el Senado para reemplazar al saliente demócrata Ben Nelson. Perdió con el nominado republicano Deb Fischer.
En 2013, Kerrey se incorporó al grupo de cabilderos Carmen Group.
Kerrey es copresidente de la Comisión Directiva de Issue One, una organización que describe su misión en: «pelear por soluciones reales al problema del dinero en la política». En 1987, Kerrey fue elegido a la Junta Nacional de la organización Common Cause.